# Tuilla
Tuilla (en asturiano Tiuya y oficialmente Tiuya/Tuilla) es una parroquia del municipio asturiano de Langreo, en España, y un lugar de dicha parroquia.
La parroquia tiene una extensión de 9,62 km² y una población de 1.429 habitantes (2010). Está situada en el extremo noreste del concejo, limitando con la parroquia de La Felguera, y con los concejos de Siero y San Martín del Rey Aurelio.

## Historia

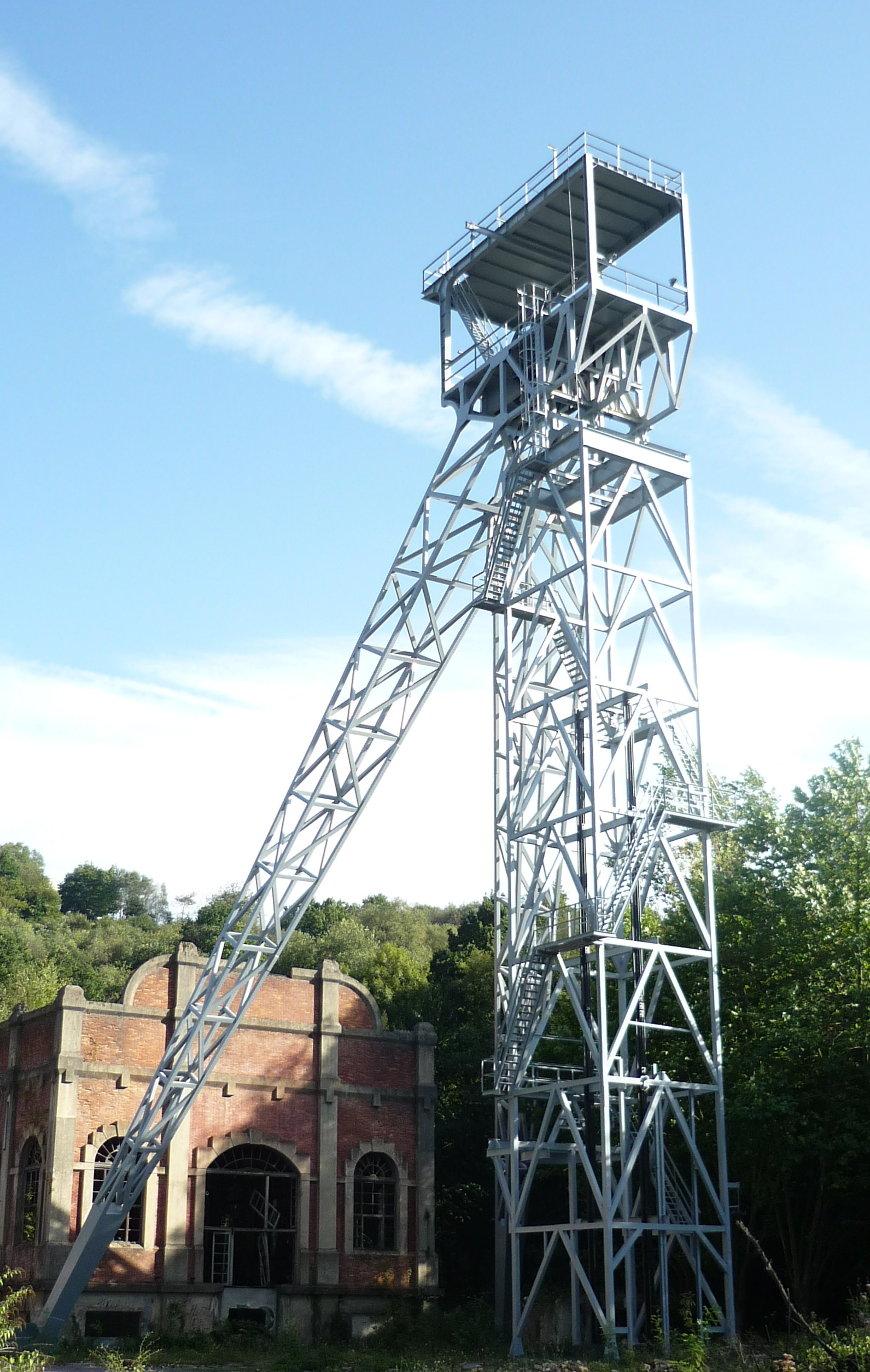
Antiguo Pozo El Terrerón

Tuilla no fue parroquia hasta su segregación de La Felguera en el siglo XIX. Fue un lugar muy próspero con el auge del carbón, llegando a tener unos 5.000 habitantes y con ello comercios, dos cines, bares, escuelas, etc.  y decayó con la reestructuración de la industria hullera en los años 1980. La zona donde se ubica la población, el valle del Candín (afluente del río Nalón) fue uno de los primeros lugares en los que Jovellanos constató y describió la presencia de carbón mineral y su posible aprovechamiento industrial. El núcleo de Tuilla creció alrededor de la estación del FC de Langreo, originaria de 1856, siendo la actual de comienzos del siglo XX. En los años 40 comenzó la construcción de la barriada junto a la carretera principal, lo que configuró a Tuilla como un núcleo urbano. Más tardías fueron las explotaciones a cielo abierto, que han dejado su huella en el paisaje en forma de escombreras recuperadas. Otras entidades de población de la parroquia son Gargantada, El Fondaque, La Raíz, La Braña, La Mudrera o Mosquitera, lugares que crecieron gracias a la minería del carbón. A día de hoy Tuilla cuenta con centro médico, una piscina en La Braña, campo de fútbol y colegio de educación primaria. Celebra sus fiestas patronales en agosto, Nuestra Señora del Amparo.
En 2010 miles de langreanos y de otras zonas de Asturias llenaron el Campo de El Candín (campo del  CD Tuilla) para seguir en directo la final del Mundial de Fútbol, gracias al impulso que supuso la presencia en la selección de David Villa.
Tuilla puede proceder de un antropónimo femenino de origen centroeuropeo o masculino germánico (Tiuya Teodilda o Teudivigia), aunque una versión romántica vincula el topónimo a tierra de hulla.

## Lugares de interés
La senda del Trole, la ruta de los orígenes del carbón o la senda de La Braña son algunos de los itinerarios naturales que rodean la parroquia en los que se encuentras vestigios mineros como Pozo El Terrerón, el Pozo Mosquitera, túneles de trenes mineros o explotaciones a cielo abierto que han formado lagos y áreas recreativas (Lagos de La Braña).

## Comunicaciones
Sus líneas de comunicación son la carretera local de 1.º orden AS-323 y la línea Gijón-Laviana de ferrocarril FEVE, antiguo Ferrocarril de Langreo, uno de los primeros construidos en España. Además, un autobús de la empresa Coalla se desplaza regularmente hasta La Felguera y Sama.